# Буйлово (Тверская область)
Бу́йлово — село в Рамешковском районе Тверской области России. Относится к сельскому поселению Алёшино.

## География
Расположено на автодороге «Ильино—Буйлово—Киверичи», от районного центра Рамешки 24 км, рядом деревня Алёшино, центр сельского поселения.

## История
История Буйловского погоста начинается в 1721 году, когда крестьяне окрестных деревень, тверские карелы, на деревенском сходе решили построить свою церковь на пустоши Двоепрудная (Буйлово). Деревянный храм был построен в 1728 году. В 1738 году он был освящен в честь Георгия Победоносца. Со временем здание церкви сильно обветшало, и в 1792 году на общем приходском сходе было решено возвести в Буйлове каменный храм, после чего и началось строительство новой церкви, законченное в 1810 году. В этом же году разобрали старую деревянную церковь, а иконостас и образа перенесли в каменный храм. В 1865 году, после окончания работ по строительству центрального придела, посвященного Богоявлению Господня, храм освящен как Богоявленский.
В 1859 году погост Буйлово Бежецкого уезда Тверской губернии, имеет 7 дворов, 31 житель. В 1887 году погост Буйлово Алёшинской волости имел 9 жилых и 36 нежилых построек, население — лица духовного звания и обслуга.
В 1914 году в приходе Богоявленской церкви погоста Буйлово 22 деревни: Алёшино, Заручье, Васильки, Прудиха, Мерлуга, Залесье, Курьяново, Устюги, Чубариха, Иовлево, Поречье, Манушкино, Перегородка, Лаврово, Ворохобино, Кресты, Паниха, Б.Горка, Бережок, Железово, Белкино, Старо-Понизовье с населением 5953 жителя (2806 мужчин, 3147 женщин, все карелы). В 1916 году в Буйлове проживали 68 человек, 57 из них духовного звания.
В 1936 году в деревне Буйлово Алёшинского сельсовета Рамешковского района Калининской области 35 хозяйств, 168 жителей. Службы в церкви прекратились, здание использовалось как колхозный склад, дома у причта были конфискованы и отданы крестьянам в пользование. Но Буйлово продолжало быть центром округи, здесь почта, несколько магазинов, трактир (столовая), кладбище.
Вновь открыт храм Богоявления в 1992 году. Здание нуждается в ремонте и реставрации, жители окрестных деревень по мере сил и возможностей помогают в ремонте храма.
В 2001 году в селе 3 дома, в них постоянно проживали 13 человек, 3 дома — собственность дачников.

## Население
| 1859 | 1936 | 1989 | 2002 | 2008 | 2010 |
| ---- | ---- | ---- | ---- | ---- | ---- |
| 31   | ↗168 | ↘11  | ↗16  | ↗23  | ↗27  |